# Luka Begonja
Luka Begonja (Zara, 23 maggio 1992) è un calciatore croato, centrocampista dell'Hrvatski vitez Posedarje.

## Carriera

### Club
Il 24 gennaio 2014 viene acquistato a titolo definitivo dalla Lokomotiva Zagabria.

### Nazionale
Ha giocato nelle nazionali giovanili croate Under-18, Under-19 ed Under-20.